# بیت‌الله عبدالهی
بیت‌الله عبداللهی چهره اصلاح طلب و نماینده دورهٔ دهم  و  دوازدهم مجلس شورای اسلامی از حوزهٔ انتخابیهٔ اهر و هریس در استان آذربایجان شرقی می‌باشد.
در دوره دهم انتخابات مجلس، در ابتدا انتخابات اهر و هریس از سوی شورای نگهبان ابطال گردید و از راهیابی به مجلس بازماند. وی با کسب ۳۲٬۵۸۶ رای از مجموع ۶۳٬۵۹۶ رای معادل ۵۱٫۲۳٪ درصد آرا در دور دوم با شکست نامزد اصولگرایان به مجلس راه پیدا کرده بود. نامبرده مجدداً در انتخابات میان دوره‌ای مجلس شورای اسلامی که همزمان با انتخابات ریاست جمهوری در تاریخ ۲۹ اردیبهشت ۱۳۹۶ برگزار شد، شرکت کرد و با کسب بیشترین آرا به مجلس شورای اسلامی راه یافت.

## انتخابات مجلس دهم
بیت الله عبداللهی در انتخابات مجلس دهم به عنوان نامزد اصلی جناح اصلاح‌طلبان از حوزه انتخابیه اهر و هریس در لیست امید قرار گرفت. وی در این انتخابات با کسب ۱۷ هزار و ۷۲ رای به همراه مهدی حسینیان سراجه‌لو به دور دوم راه یافت.
در دور دوم که در تاریخ ۱۰ اردیبهشت ۱۳۹۵ برگزار شد، از مجموع ۶۳ هزار و ۵۹۶ رای ماخوذه، آقای بیت‌الله عبداللهی با ۳۲ هزار و ۵۸۶ رای حایز اکثریت آرا شد.
اما در نهایت با ابطال انتخابات در حوزه انتخابیه اهر و هریس از راهیابی به مجلس دهم بازماند.

### انتخابات میان دوره‌ای مجلس دهم
در انتخابات میان‌دوره‌ای مجلس دهم که در تاریخ ۲۹ اردیبهشت ۱۳۹۶ برگزار شد آقای عبداللهی در حوزه انتخابیه «اهر و هریس»؛ با کسب ۲۳ هزار و ۱۴۴ رای از مجموع ۹۴ هزار و ۳۶۳ به عنوان نماینده این شهرستان‌ها وارد بهارستان شد.

## زندگی
در اسفند ماه سال ۱۳۳۸ در یک خانواده مذهبی و کشاورز در بدوستان شهرستان هریس دیده به جهان گشود . پدر و مادر نیز متولد بدوستان هریس بوده‌اند و جد پدری متعلق به روستای خونیق شهرستان اهر می‌باشد. تحصیلات ابتدایی را در روستای نمرور هریس گذراند و تحصیلات راهنمایی و دبیرستان به ترتیب در مدارس اهر و تبریز تکمیل نمود و موفق به اخذ دیپلم از دبیرستان دهخدا (شمس تبریزی) شد.

## سوابق تحصیلی[نیازمند منبع]
1. دیپلم اقتصاد اجتماعی
2. لیسانس برنامه‌ریزی شهری از دانشگاه تبریز
3. فوق لیسانس مدیریت
4. گذراندن دوره‌های متعدد مدیریت سیاسی، مدیریت بحران، اقتصادی، اجتماعی و فرهنگی

## سوابق اجرایی
- آموزش یار نهضت سوادآموزی آذربایجان شرقی، مسئول نهضت سوادآموزی شهرستان آذرشهر
- مدرس و جامعه‌شناس روستایی و فن معلمی برای آموزش یاران و راهنمایان تبلیغاتی نهضت سوادآموزی آذربایجان شرقی
- مدرس دروس مرتبط با مدیریت در دانشگاه‌های آزاد اسلامی و پیام نور
- نویسنده برنامه رادیویی نهضت سوادآموزی آذربایجان شرقی
- بخشدار بخشهای هوراند، ورزقان و هریس
- فرماندار شهرستانهای هریس، شبستر، سراب، مرند
- مدیرعامل صنایع دستی شمال غرب کشور (استانهای آذربایجان شرقی، آذربایجان غربی، اردبیل، گیلان، زنجان)
- مدیر کل اداری و مالی استانداری آذربایجان شرقی
- مدیر کل آمار و اطلاعات (اقتصادی، اجتماعی و فرهنگی) معاونت و برنامه‌ریزی استان
- مشاور ایثارگران استاندار
- مسئول امور اقتصادی و بانک‌ها و بیمه بازرسی آذربایجان شرقی
- فرماندار نمونه استان آذربایجان شرقی
- مدیر کل نمونه آذربایجان شرقی